# پیک کیت

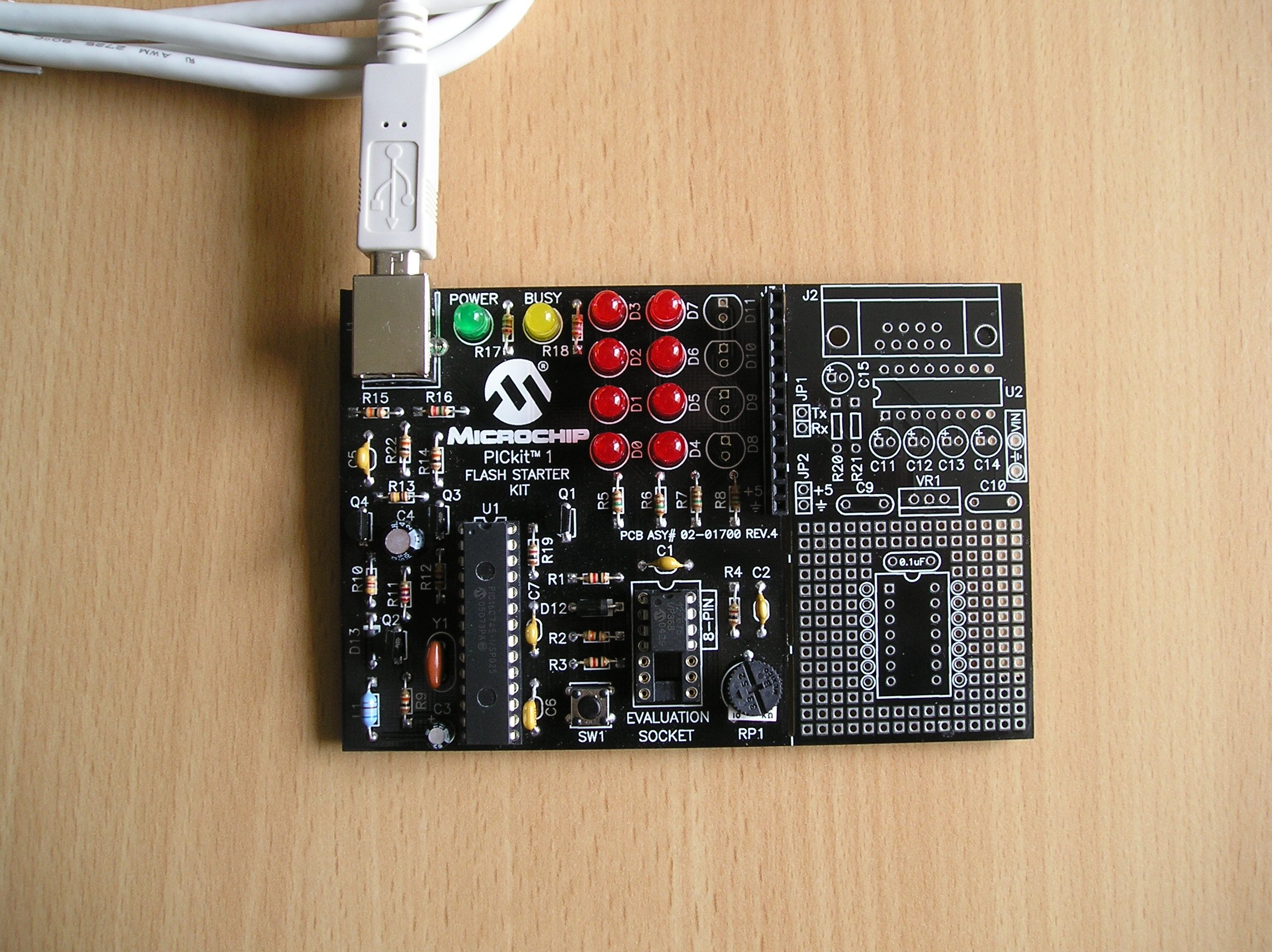
پیک کیت ۱

پیک کیت (به انگلیسی: PICKit) نوعی کیت برای برنامه‌ریزی کردن ( برنامه‌ریزی یعنی انتقال برنامه کامپیوتری نوشته شده به زبان‌های برنامه‌نویسی و انتقال آن به میکرو کنترولرها ) و دیباگ کردن میکروکنترولر پیک هستند که توسط کمپانی میکرو چیپ طراحی شده‌است.

این چیپ‌های قابل برنامه‌ریزی می توانند EEPROM‌های درون میکرو کنترل‌های سری پیک را هم برنامه‌ریزی کنند.

## نسخه های مختلف

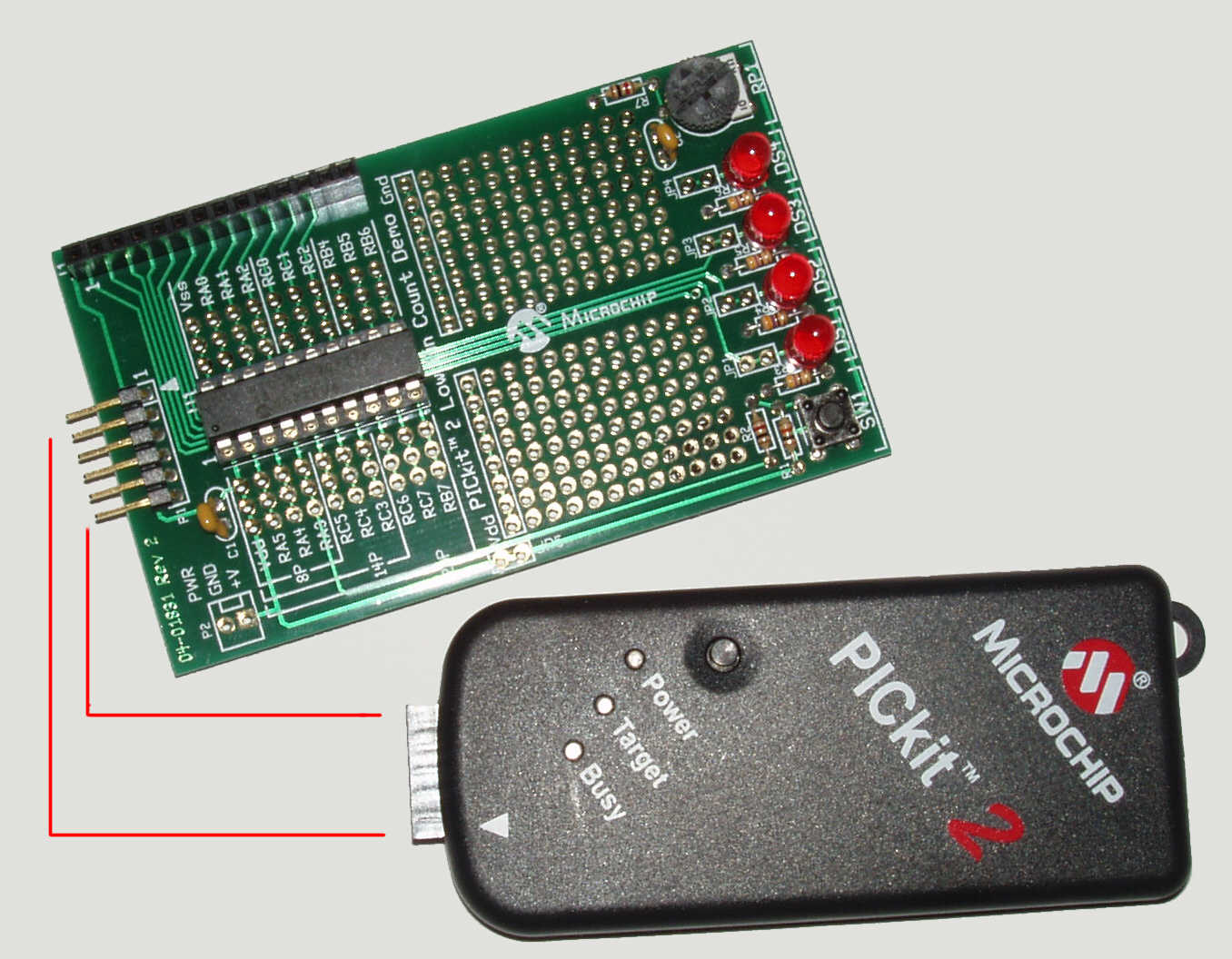
پیک کیت ۲

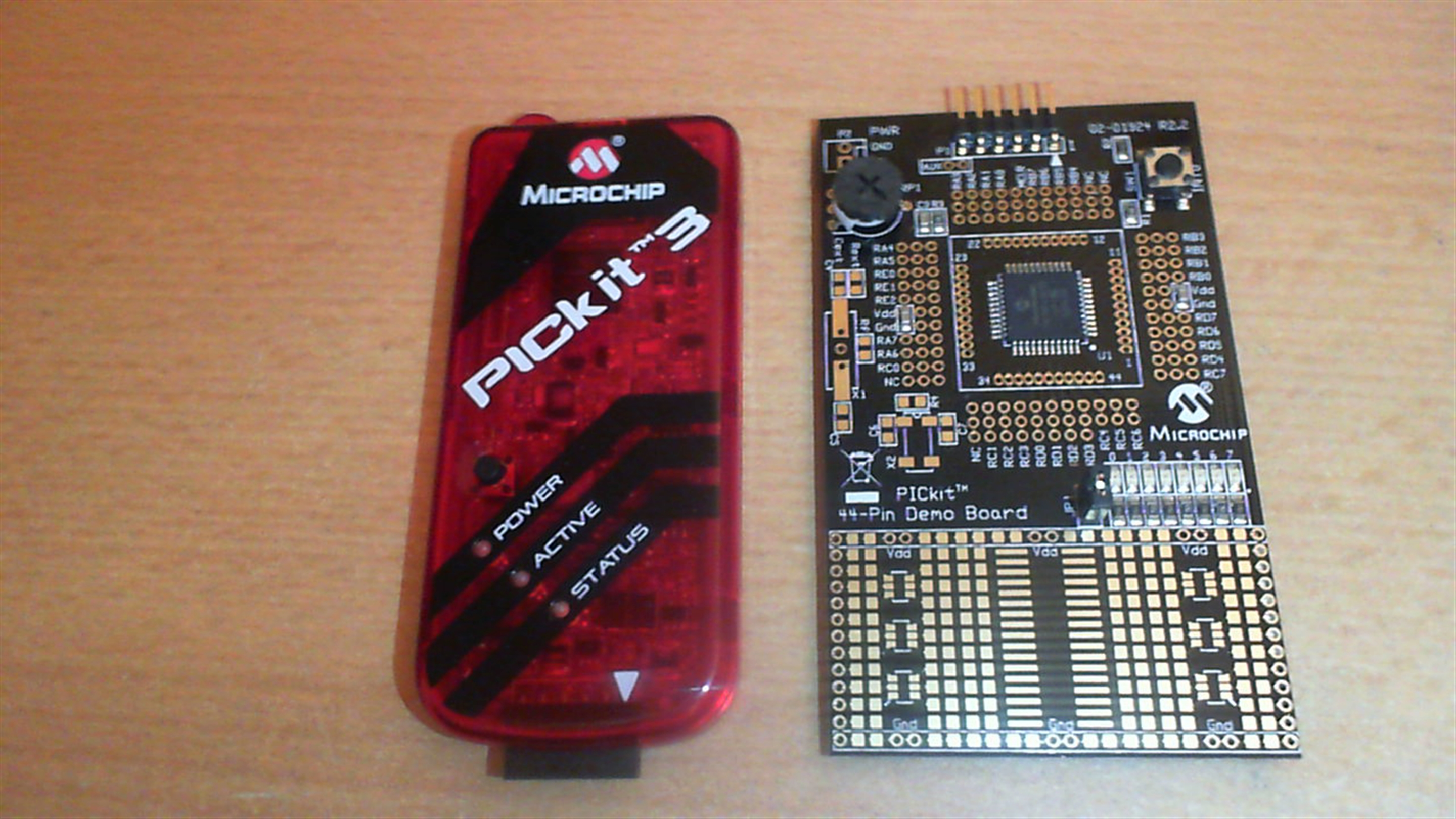
پیک کیت ۳

کیت این کمپانی تا کنون با سه ورژن منتشر شده‌است.